# Rhombodera laticollis
Rhombodera laticollis är en bönsyrseart som beskrevs av Hermann Burmeister 1838. Rhombodera laticollis ingår i släktet Rhombodera och familjen Mantidae. Inga underarter finns listade i Catalogue of Life.